# فرانسیس اچ لگت
فرانسیس اچ لگت (به انگلیسی: Francis H. Leggett) یک کشتی بود که طول آن ۲۴۱٫۵ فوت (۷۳٫۶ متر) بود. این کشتی در سال ۱۹۰۳ ساخته شد.